# Soyuz TMA-12M
Soyuz TMA-12M Fue lanzada del Cosmódromo de Baikonur en 25 de marzo de 2014  por un cohete Soyuz-FG desde la Plataforma Gagarin llevando a bordo a los cosmonautas rusos  Aleksandr Skvortsov , Oleg Artemyev y al astronauta norteamericano Steven Swanson rumbo a la Estación Espacial Internacional. La  TMA-12M fue el vuelo 121 de la Soyuz,  desde el primer vuelo de su lanzamiento en 1967.

## Tripulación
| Puesto               | Miembros de la tripulación                           | Miembros de la tripulación                           |
| -------------------- | ---------------------------------------------------- | ---------------------------------------------------- |
| Comandante           | Aleksandr Skvortsov, RSA Expedición 39 Segundo vuelo | Aleksandr Skvortsov, RSA Expedición 39 Segundo vuelo |
| Ingeniero de vuelo 1 | Oleg Artemyev, RSA Expedición 39 Primer vuelo        | Oleg Artemyev, RSA Expedición 39 Primer vuelo        |
| Ingeniero de vuelo 2 | Steven Swanson, NASA Expedición 39 Tercer vuelo      | Steven Swanson, NASA Expedición 39 Tercer vuelo      |

### Equipo de respaldo
| Puesto               | Miembros de la tripulación               | Miembros de la tripulación               |
| -------------------- | ---------------------------------------- | ---------------------------------------- |
| Comandante           | Aleksandr Samokutyayev, RSA Primer vuelo | Aleksandr Samokutyayev, RSA Primer vuelo |
| Ingeniero de vuelo 1 | Yelena Serova, RSA Primer vuelo          | Yelena Serova, RSA Primer vuelo          |
| Ingeniero de vuelo 2 | Barry E. Wilmore, NASA Primer vuelo      | Barry E. Wilmore, NASA Primer vuelo      |